# Tuoni
Tuoni es la divinidad del mundo subterráneo y de las tinieblas en la  mitología finlandesa, cuyo territorio es Tuonela en el poema épico Kalevala, de donde pocos peregrinos pueden retornar. Tuoni está casado con Tuonetar y tiene varias hijas, entre las que se cuenta Loviatar, diosa ciega y malvada de las enfermedades y de las plagas, Kivutar, deidad de las rogativas y las letanías, Vammatar, señora de las aflicciones y de los sufrimientos.   
Tuoni, junto con su mujer Tuonetar, da la bienvenida a los muertos llevando consigo, un cántaro lleno de ranas y de gusanos, en su mano derecha.
Väinämöinen es uno de los pocos héroes que logra escapar de Tuonela. Según el Kalevala, una vez que ya está en la otra orilla del río de la muerte, es acometido por Tuonetar, la que le  da a beber cerveza en cantidades para que se duerma. Cuando Väinämöinen cabeceaba, las hijas de Tuoni, emplazan una enorme malla férrea, para evitar su huida, pero el anciano héroe  se convierte en pájaro y transpone el territorio de la muerte, hacia la libertad.
En la cultura popular, la banda finlandesa de Metal sinfónico Amberian Dawn, publican en 2008 su álbum debut "River of Tuoni", donde la canción homónima habla acerca de esta divinidad, y cómo rapta al hijo de una madre, la cual va a recuperarlo al mundo de las tinieblas.